# Physiculus sazonovi
Physiculus sazonovi är en fiskart som beskrevs av Paulin, 1991. Physiculus sazonovi ingår i släktet Physiculus och familjen Moridae. Inga underarter finns listade i Catalogue of Life.